# Tiq Milan
Tiq Milan (Buffalo, Nova York, 14 de juliol) és un escriptor, orador, activista i consultor estatunidenc. És portaveu nacional de GLAAD i va ser estrateg de mitjans de GLAAD. Prèviament, va ser un mentor i professor a l'Institut Hetrick-Martin, una organització sense ànim de lucre per a joves LGBT de Nova York. El seu activisme LGBT i els seus articles han estat reconeguts als EUA.